# 细蔓点地梅
细蔓点地梅（学名：Androsace cuscutiformis）为报春花科点地梅属下的一个种。

## 扩展阅读
- 維基物種上的相關：细蔓点地梅